# Theodore Reed
Theodore Reed (18 de junio de 1887 - 22 de febrero de 1959) fue un director y productor cinematográfico de nacionalidad estadounidense.

## Biografía
Nacido en Cincinnati, Ohio, fue presidente de la Academia de Artes y Ciencias Cinematográficas entre 1933 y 1934.
Cursó estudios en la Universidad de Míchigan. Trabajó en la compañía productora de Douglas Fairbanks como editor. Su primera película como director fue The Nut, rodada en 1921. Con la llegada del cine sonoro pasó a trabajar con United Artists como director de sonido, y hacia 1932 cambió a Paramount Pictures.
Theodore Reed falleció en San Diego, California, en 1959.

## Selección de su filmografía
- I'm from Missouri (1939)
- What a Life (1939)
- Tropic Holiday (1938)
- Double or Nothing (1937)
- The Nut (1921)
- When the Clouds Roll by (1919)
- Arizona (1918)
- Say! Young Fellow (1918)